# Francis Barraud
 (mars 2021).
Pour les articles homonymes, voir Barraud.
Francis Barraud est un peintre britannique, né le 16 juin 1856 à Liverpool et mort le 29 août 1924 à Kingston upon Thames.
Il est principalement connu comme l’auteur de La Voix de son maître, un tableau peint pour la première fois vers 1898, qui a ensuite été utilisé tout le long du XXe siècle comme publicité ou logotype dans l’industrie de l’audiovisuel (disques, électrophones, téléviseurs...), à partir de 1900 par la Gramophone Company puis par les filiales du groupe EMI qui avait absorbé la précédente en 1931.
Après le succès de cette œuvre, il a ensuite essentiellement exercé son art dans le domaine de la publicité commerciale.

## Biographie

### Origines
Francis Barraud est né dans une famille de peintres du XIXe siècle : il est le fils du peintre Henry Barraud (en). Ses origines lointaines sont huguenotes, d'où le nom à consonance française.

### Carrière

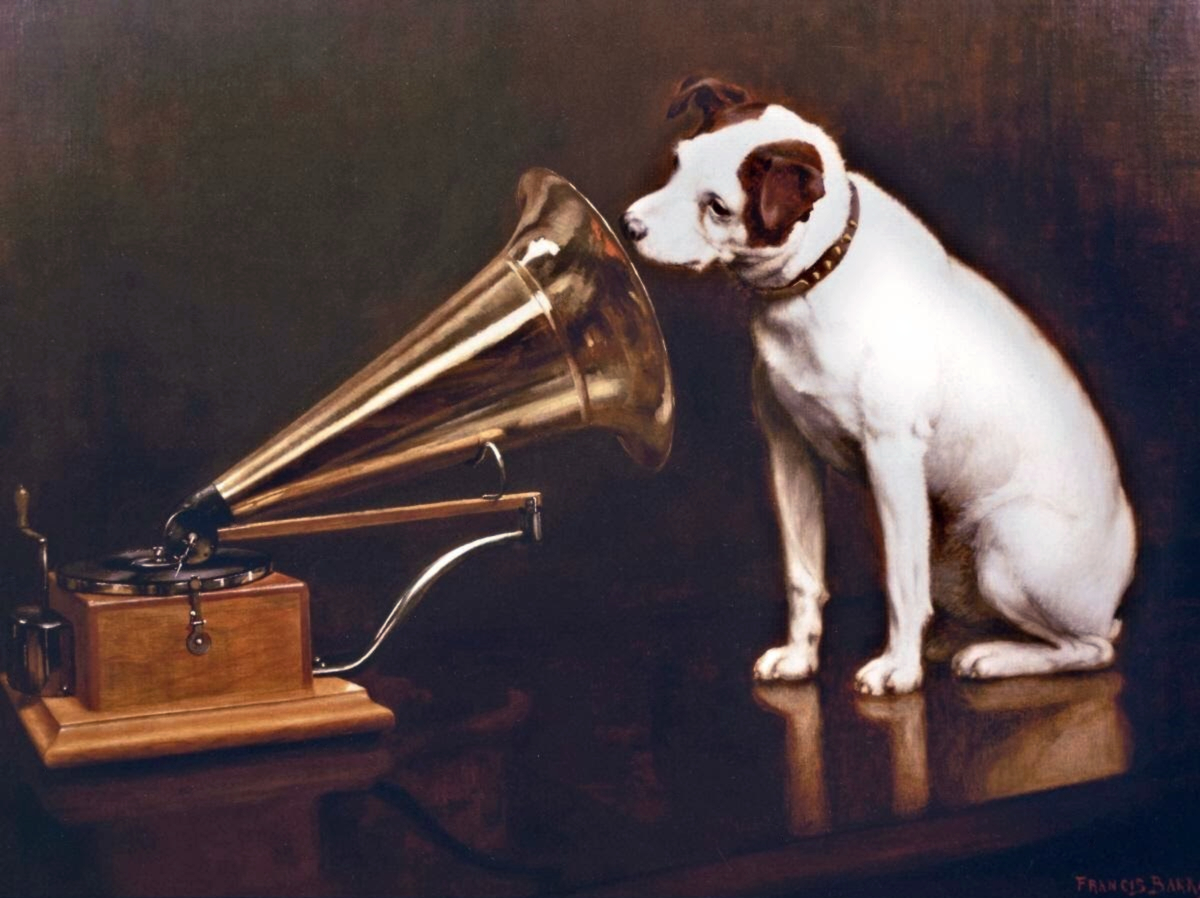
His Master's Voice (en français, La Voix de son maître), l'œuvre la plus connue de Francis Barraud.

L’œuvre la plus célèbre de Francis Barraud, His Master's Voice (en français, La Voix de son maître), date de l’hiver 1898-1899. Elle représente le chien de son frère Marc Henry (un fox-terrier baptisé Nipper) qui écoute dans le pavillon d'un phonographe et, après adaptation, elle est devenue l'un des logotypes les plus connus de l'industrie de la musique ; cette peinture fut en effet utilisée par le groupe EMI, et les sociétés qu’elle a autorisées pour l’utilisation de sa marque His Master's Voice (en France, La Voix de son maître) : notamment Pathé-Marconi, RCA et JVC.
Le tableau de 1898, La Voix de son maître, a été terminé dans sa forme originale au début de l’année 1899 : celle-là montrait le chien Nipper (qui en fait était mort quatre ans plus tôt, en 1895) écoutant un phonographe à cylindre. Ce modèle était d’un type rare, fonctionnant à l’électricité et installé dans une boîte en bois caractéristique aux angles arrondis, connu comme étant le phonographe Edison-Bell, produit par l’usine de Thomas Edison pour le seul marché britannique.

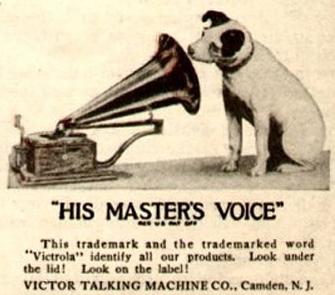
Logo de la « Victor Talking Machine Company » sur une publicité de magazine de l’année 1921.

Barraud a eu l’idée d’acheter cet appareil après l’avoir vu dans l’atelier de Hubert von Herkomer. En 1900, à la suite de la suggestion de William Barry Owen de la Gramophone Company, il remplaça le phonographe par un tourne-disques de type gramophone et sa nouvelle version du tableau fut alors acquise par la société. Elle a ensuite été utilisée pour la publicité de la Gramophone Company et de sa filiale américaine la Victor Talking Machine Company. Elle devint ainsi l’une des marques commerciales les plus facilement reconnaissables du monde. Notamment, RCA a commencé à l’utiliser à partir de 1929.